# Campionat del Món d'atletisme de 1983 - 200 metres femenins
Els 200 metres femenins al Campionat del Món d'atletisme de 1983 van tenir lloc a l'estadi Olímpic de Hèlsinki els dies 12, 13 i 14 d'agost.
44 atletes van participar en les sis sèries classificatòries. Marita Koch, de la República Democràtica Alemanya, va guanyar la medalla d'or, sis dies després d'aconseguir l'argent a la prova dels 100 metres.

## Medallistes
| Gold   | Marita Koch República Democràtica Alemanya (GDR) |
| Silver | Merlene Ottey Jamaica (JAM)                      |
| Bronze | Kathy Smallwood-Cook Regne Unit (GBR)            |

## Rècords
| Rècords abans del Campionat del Món d'atletisme de 1983     | Rècords abans del Campionat del Món d'atletisme de 1983 | Rècords abans del Campionat del Món d'atletisme de 1983 | Rècords abans del Campionat del Món d'atletisme de 1983 | Rècords abans del Campionat del Món d'atletisme de 1983 |
| ----------------------------------------------------------- | ------------------------------------------------------- | ------------------------------------------------------- | ------------------------------------------------------- | ------------------------------------------------------- |
| Rècord del Món                                              | Marita Koch (GDR)                                       | 21.71                                                   | 10 de juny de 1979                                      | Chemnitz, República Democràtica Alemanya                |
| Rècord del Campionat                                        | Nova prova                                              | Nova prova                                              | Nova prova                                              | Nova prova                                              |
| Rècords establerts al Campionat del Món d'atletisme de 1983 |                                                         |                                                         |                                                         |                                                         |
| Rècord del Campionat                                        | Marita Koch (GDR)                                       | 22.13                                                   | 14 d'agost de 1983                                      | Hèlsinki, Finlàndia                                     |

## Resultats

### Final
La final va tenir lloc el 14 d'agost. El vent va ser d'1,5 m/s.
| Pos.              | Atleta                         | Temps |
| ----------------- | ------------------------------ | ----- |
| Medalla d'or      | Marita Koch (GDR)              | 22.13 |
| Medalla de plata  | Merlene Ottey (JAM)            | 22.19 |
| Medalla de bronze | Kathy Smallwood-Cook (GBR)     | 22.37 |
| 4.                | Florence Griffith-Joyner (USA) | 22.46 |
| 5.                | Grace Jackson (JAM)            | 22.63 |
| 6.                | Anelia Nuneva (BUL)            | 22.68 |
| 7.                | Angela Bailey (CAN)            | 22.93 |
| 8.                | Ewa Kasprzyk (POL)             | 23.03 |

### Semifinals
Les semifinals van tenir lloc el 13 d'agost. Les quatre primeres atletes de cada semifinal avançaven a la final.
| Pos. | Atleta                         | Temps |
| ---- | ------------------------------ | ----- |
| 1.   | Florence Griffith-Joyner (USA) | 22.41 |
| 2.   | Kathy Smallwood-Cook (GBR)     | 22.57 |
| 3.   | Anelia Nuneva (BUL)            | 22.62 |
| 4.   | Grace Jackson (JAM)            | 22.76 |
| 5.   | Helinä Marjamaa (FIN)          | 22.86 |
| 6.   | Denise Robertson-Boyd (AUS)    | 23.26 |
| 7.   | Marisa Masullo (ITA)           | 23.36 |
| 8.   | Irina Olkhovnikova (URS)       | 23.38 |

| Pos. | Atleta                   | Temps |
| ---- | ------------------------ | ----- |
| 1.   | Marita Koch (GDR)        | 22.67 |
| 2.   | Merlene Ottey (JAM)      | 22.68 |
| 3.   | Angela Bailey (CAN)      | 22.82 |
| 4.   | Ewa Kasprzyk (POL)       | 23.02 |
| 5.   | Joan Baptiste (GBR)      | 23.24 |
| 6.   | Nadezhda Georgieva (BUL) | 23.26 |
| 7.   | Randy Givens (USA)       | 23.34 |
| 8.   | Liliane Gaschet (FRA)    | 23.37 |

### Quarts de final
Els quarts de final van tenir lloc el 12 d'agost. Les quatre primeres atletes de cada sèrie avançaven a les semifinals.
| Pos. | Atleta                      | Temps |
| ---- | --------------------------- | ----- |
| 1.   | Grace Jackson (JAM)         | 23.06 |
| 2.   | Anelia Nuneva (BUL)         | 23.22 |
| 3.   | Denise Robertson-Boyd (AUS) | 23.28 |
| 4.   | Irina Olkhovnikova (URS)    | 23.48 |
| 5.   | Dorthe A. Rasmussen (DEN)   | 23.61 |
| 6.   | Ute Thimm (FRG)             | 23.68 |
| 7.   | Lydia de Vega (PHI)         | 24.16 |
|      | Mary Mensah (GHA)           | DNS   |

| Pos. | Atleta                             | Temps |
| ---- | ---------------------------------- | ----- |
| 1.   | Kathy Smallwood-Cook (GBR)         | 22.78 |
| 2.   | Ewa Kasprzyk (POL)                 | 22.93 |
| 3.   | Helinä Marjamaa (FIN)              | 23.11 |
| 4.   | Nadezhda Georgieva (BUL)           | 23.14 |
| 5.   | Marie-Christine Cazier-Ballo (FRA) | 23.30 |
| 6.   | Štěpánka Sokolová (TCH)            | 23.75 |
| 7.   | Margarita Grun (URU)               | 24.59 |
| 8.   | Myong-Hee Mo (KOR)                 | 24.74 |

| Pos. | Atleta                         | Temps |
| ---- | ------------------------------ | ----- |
| 1.   | Merlene Ottey (JAM)            | 22.38 |
| 2.   | Florence Griffith-Joyner (USA) | 22.55 |
| 3.   | Angela Bailey (CAN)            | 23.25 |
| 4.   | Marisa Masullo (ITA)           | 23.58 |
| 5.   | Sandra Whittaker (GBR)         | 23.58 |
| 6.   | Pauline Davis-Thompson (BAH)   | 23.64 |
| 7.   | Rufina Ubah (NGR)              | 24.72 |
|      | Evelyne Farrell (AHO)          | DNS   |

| Pos. | Atleta                   | Temps |
| ---- | ------------------------ | ----- |
| 1.   | Marita Koch (GDR)        | 23.03 |
| 2.   | Joan Baptiste (GBR)      | 23.29 |
| 3.   | Liliane Gaschet (FRA)    | 23.38 |
| 4.   | Randy Givens (USA)       | 23.43 |
| 5.   | Lena Moller (SWE)        | 23.56 |
| 6.   | Yelena Vinogradova (URS) | 23.60 |
| 7.   | Ruperta Charles (ATG)    | 24.09 |
|      | Elanga Buala (PNG)       | DNS   |

### Sèries classificatòries
Va haver sis sèries classificatòries, que van tenir lloc el 12 d'agost. Les quatre primeres atletes de cada sèrie i els vuit millors temps es classificaven per als quarts de final.
| Pos. | Atleta                | Temps |
| ---- | --------------------- | ----- |
| 1.   | Joan Baptiste (GBR)   | 23.34 |
| 2.   | Marita Koch (GDR)     | 23.59 |
| 3.   | Liliane Gaschet (FRA) | 23.60 |
| 4.   | Lydia de Vega (PHI)   | 24.45 |
| 5.   | Felicite Bada (BEN)   | 26.98 |
| 6.   | Marjorie Gentle (BIZ) | 27.90 |
| 7.   | Annah Mathunjwa (SWZ) | 29.38 |

| Pos. | Atleta                             | Temps |
| ---- | ---------------------------------- | ----- |
| 1.   | Florence Griffith-Joyner (USA)     | 23.05 |
| 2.   | Marie-Christine Cazier-Ballo (FRA) | 23.55 |
| 3.   | Angela Bailey (CAN)                | 23.93 |
| 4.   | Ruperta Charles (ATG)              | 24.11 |
| 5.   | Koumba Kante (GUI)                 | 27.86 |
| 6.   | Rose Phillips-King (IVB)           | 28.50 |
|      | Amie Ndow (GAM)                    | DQ    |

| Pos. | Atleta                     | Temps |
| ---- | -------------------------- | ----- |
| 1.   | Kathy Smallwood-Cook (GBR) | 23.20 |
| 2.   | Marisa Masullo (ITA)       | 23.37 |
| 3.   | Nadezhda Georgieva (BUL)   | 23.53 |
| 4.   | Štěpánka Sokolová (TCH)    | 23.82 |
| 5.   | Rufina Ubah (NGR)          | 24.12 |
| 6.   | Margarita Grun (URU)       | 24.84 |
| 7.   | Sandra Liburd (SKN)        | 26.13 |
| 8.   | Cornelia Baptiste (LCA)    | 26.29 |

| Pos. | Atleta                 | Temps |
| ---- | ---------------------- | ----- |
| 1.   | Grace Jackson (JAM)    | 23.09 |
| 2.   | Ewa Kasprzyk (POL)     | 23.21 |
| 3.   | \|Anelia Nuneva (BUL)  | 23.31 |
| 4.   | Ute Thimm (FRG)        | 23.56 |
| 5.   | Sandra Whittaker (GBR) | 23.63 |
| 6.   | Myong-Hee Mo (KOR)     | 24.63 |
| 7.   | Evelyne Farrell (AHO)  | 25.52 |
| 8.   | Florence Gaza (SOL)    | 30.43 |

| Pos. | Atleta                    | Temps |
| ---- | ------------------------- | ----- |
| 1.   | Merlene Ottey (JAM)       | 23.23 |
| 2.   | Irina Olkhovnikova (URS)  | 23.65 |
| 3.   | Helinä Marjamaa (FIN)     | 23.82 |
| 4.   | Dorthe A. Rasmussen (DEN) | 23.84 |
| 5.   | Lena Moller (SWE)         | 23.99 |
| 6.   | Elanga Buala (PNG)        | 25.59 |
| 7.   | Judith Nimpaye (BDI)      | 30.25 |

| Pos. | Atleta                       | Temps |
| ---- | ---------------------------- | ----- |
| 1.   | Randy Givens (USA)           | 23.01 |
| 2.   | Yelena Vinogradova (URS)     | 23.37 |
| 3.   | Denise Robertson-Boyd (AUS)  | 23.38 |
| 4.   | Pauline Davis-Thompson (BAH) | 23.57 |
| 5.   | Mary Mensah (GHA)            | 24.91 |
| 6.   | Marisol Garcia (NCA)         | 25.92 |
| 7.   | Marie-Ange Wirtz (SEY)       | 26.13 |